# Retiro granadensis
Retiro granadensis är en spindelart som först beskrevs av Eugen von Keyserling 1878.  Retiro granadensis ingår i släktet Retiro och familjen mörkerspindlar.
Artens utbredningsområde är Colombia. Inga underarter finns listade i Catalogue of Life.